# Eugenio Espejo
Francisco Javier Eugenio de Santa Cruz y Espejo urodzony jako Luis Chuzhig (1747–1795) był pionierem badań medycznych nad ospą, prawnikiem i pisarzem mieszkającym w Quito w kolonialnym Ekwadorze.
Espejo był uważany za jedną z najważniejszych postaci Ekwadoru swych czasów – wielkim higienistą oraz pionierem badań nad mikroorganizmami przenoszącymi choroby. Był także pierwszym dziennikarzem publikującym artykuły w mieście Quito. Od 1767 roku pełnił funkcję bibliotekarza pierwszej biblioteki publicznej (obecnie Biblioteki Narodowej).
Znany był też jako zdolny pisarz-satyryk i zwolennik liberalnych reform w duchu oświecenia.
Wizerunek Espejo znajduje się na wyemitowanej w 2000 roku ekwadorskiej obiegowej monecie o nominale 10 centavo.

## Dzieła
- Sermones para la profesión de dos religiosas (1778)
- Sermón sobre los dolores de la Virgen (1779)
- Nuevo Luciano de Quito (1779)
- Marco Porcio Catón o Memorias para la impugnación del nuevo Luciano de Quito (1780)
- Carta al Padre la Graña sobre indulgencias (1780)
- Sermón de San Pedro (1780)
- La Ciencia Blancardina (1781)
- El Retrato de Golilla (autorstwo niepewne, 1781)
- Reflexiones acerca de un método para preservar a los pueblos de las viruelas (1785)
- Defensa de los curas de Riobamba (1787)
- Cartas riobambenses (1787)
- Representaciones al presidente Villalengua (1787)
- Discurso sobre la necesidad de establecer una sociedad patriótica con el nombre de "Escuela de la Concordia" (1789)
- Segunda carta teológica sobre la Inmaculada Concepción de María (1792)
- Memorias sobre el corte de quinas (1792)
- Voto de un ministro togado de la Audiencia de Quito (1792)
- Sermón de Santa Rosa (1793)